# La Tria (mas a Balenyà)
La Tria és un mas a poc més d'un km al nord-oest del nucli dels Hostalets de Balenyà (Osona) catalogat a l'Inventari del Patrimoni Arquitectònic de Catalunya. L'edifici principal té la portalada dovellada i la teulada a dues vessants. Adossat hi ha un porxo datat el 1770, construït per Antón Rovira Puig i Tria, amb set arcades. A la planta hi ha voltes de mig canó. L'interior de la casa té molts elements destacables: aiguamans de pedra, inscripcions a les portes, fusta treballada a les portes, capelleta barroca, etc., en bon estat de conservació. Es troba citada l'any 1926 al Cens General de l'Arxiu Episcopal. Durant els segles posteriors es va anar ampliant l'edificació, com es pot observar per la datació de diferents elements.
Davant l'edifici hi ha una era i una cabana de tàpia datada el 1841.
L'oratori adossat és una capelleta d'estil barroc de dimensions normals situada a la segona sala de la masia. Està realitzada en guix. La part superior té una gran petxina a la part central de la que surten volutes en espiral a banda i banda que acaben amb motius vegetals.